# Eustazio di Antiochia
Eustazio di Antiochia (Side, 270 – Traianopoli, 337) è stato un vescovo e teologo greco antico.
Fu il primo a cui venne riconosciuto il titolo di patriarca di Antiochia.
La Chiesa cattolica, la Chiesa copta e la Chiesa ortodossa lo venerano come santo, ed è considerato uno dei Padri della Chiesa.

## Biografia
Nacque a Side, in Panfilia; divenne dapprima vescovo di Berea, ed in seguito fu elevato al vescovado di Antiochia, nel 323 (o nel 324), che allora era la terza sede, in ordine di importanza, nella scala gerarchica della Chiesa cattolica, subito dopo Roma e Alessandria. Nella veste di capo della Chiesa di Antiochia, con giurisdizione sulle diocesi vicine, nominò vescovi da lui considerati degni di fede.
Nel 325 fu accolto con tutti gli onori come partecipante al Concilio di Nicea, dove fu esponente di una fede ortodossa in netta opposizione all'arianesimo. Questa sua forte avversione all'eresia ariana, tuttavia, lo portò ad uno scontro frontale con Eusebio di Cesarea, vescovo di Cesarea, il celebre autore della Storia Ecclesiastica, che per ripicca non lo nominò mai nella sua opera. Infatti, Eustazio lo aveva accusato di falsificazione del credo niceno, scatenando in tal modo un violento scontro fra vescovi ortodossi ed ariani.
Ben inserito negli ambienti della corte di Bisanzio, Eusebio riuscì nel 330 a convincere Costantino I a deporre Eustazio dalla sede antiochena, ma rifiutò l'offerta ricevuta l'anno successivo in merito a quella stessa sede episcopale. Eustazio fu esiliato a Traianopoli, in Tracia, ma prima di partire, parlò ai suoi fedeli con tanta forza che molti decisero di dare origine ad un gruppo in suo sostegno, fortemente contrario ai vescovi ariani. Eustazio morì in esilio poco prima del 337, anno in cui Costantino acconsentì al ritorno di tutti i vescovi esiliati.
Egli scrisse molte opere, delle quali però ci sono pervenuti solo dei rari frammenti, a parte l'unico opuscolo rinvenuto integro, il De engastrimutho, più noto come Sulla pitonessa di Endor contro Origene (o Sul Ventriloquo contro Origene), nel quale attacca il metodo allegorico di interpretazione della Scrittura tipico dell'origenismo.

## Pensiero teologico
Eustazio elaborò una cristologia contraria a quella del Logos-carne che poteva essere utilizzata dagli Ariani per difendere la tesi che vedeva Cristo in possesso di un corpo senza anima, attribuendo al Logos tutte le mutazioni, privandolo così della sua divinità. La terminologia di Eustazio è, in alcuni casi, poco definita nell'ortodossia: ad esempio, egli denomina il Cristo «uomo teoforo» (cioè "portatore di Dio"), lasciando così spazio a interpretazioni distorte. Tuttavia, la maggior parte degli studiosi nega che tale terminologia possa farlo considerare un precursore del Nestorianesimo.
Lo studioso Friedrich Loofs ha sostenuto la tesi che Eustazio fosse un tipico rappresentante della scuola di Antiochia, il che è invece stato negato da un altro studioso, Michel Spanneut. Per questo motivo si è creduto, in vari casi, che Eustazio fosse un successore di Paolo di Samosata e un precursore di Nestorio, ma in campo teologico si ha l'impressione che tale accusa non corrisponda alle fonti. È certo che l'approccio di Eustazio alla Sacra Scrittura sia decisamente più storico e critico, in sintonia con la scuola antiochena, in confronto a quello allegorico della scuola di Alessandria; anche questo nutrì le accuse, poi rivelatesi infondate, di nestorianesimo e di sabellianismo.

## Culto
La Chiesa cattolica e la Chiesa copta lo venerano come santo, ed è considerato uno dei Padri della Chiesa.
Per la Chiesa cattolica il giorno a lui dedicato è il 21 febbraio.

## Opere
- Adversus Arianos (perduto).
- De Engastrimytho contra Origenem.
- Edizione critica complessiva: Eustathius Antiochenus, Opera omnia. J.H. Declerck (ed.), Turnhout: Brepols, 2002 (Corpus Christianorum Series Graeca, 51), CDLXII+288 p., 155 x 245 mm, ISBN 978-2-503-40511-7.